# Gouvernement Jagland

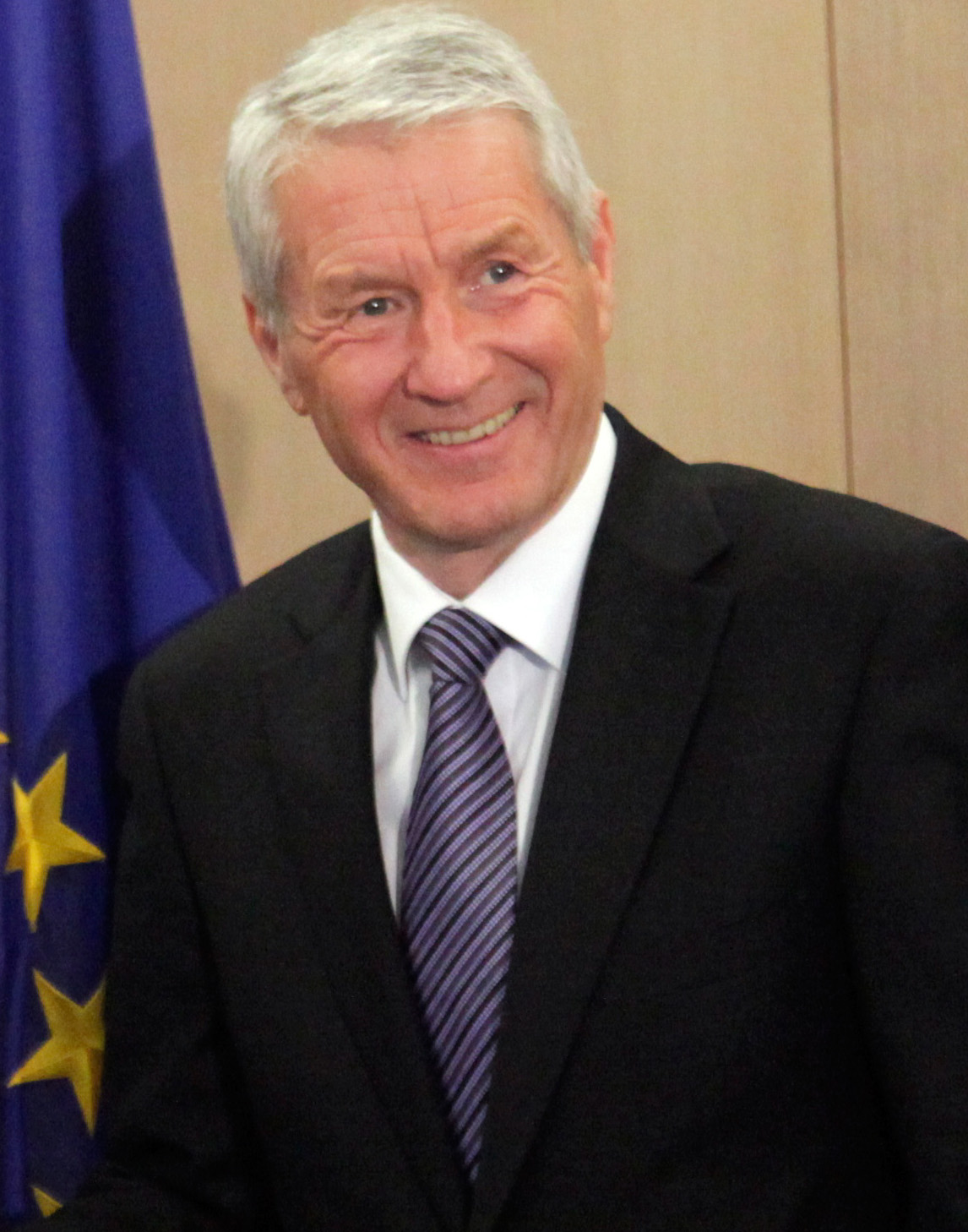
Thorbjørn Jagland, ministre d'État.

Le gouvernement Jagland était le gouvernement du royaume de Norvège du 25 octobre 1996 au 17 octobre 1997.

## Coalition
Il était dirigé par le ministre d'État travailliste Thorbjørn Jagland et était constitué du seul Parti du travail (AP).
Soutenu par 67 députés sur 165 au Storting, il succédait au troisième gouvernement de Gro Harlem Brundtland. Le mauvais résultat de l'AP et le bon score des formations du centre droit et de droite aux élections législatives de 1997 ont ensuite permis la formation du gouvernement Bondevik I.

## Composition
| Fonction                                                                                              | Titulaire                               | Titulaire                            | Dates |
| --- | --------------------------------------- | ------------------------------------ | ----- |
| Ministre d'État                                                                                       |                                         | Thorbjørn Jagland                    | AP    |
| Ministre des Affaires étrangères                                                                      |                                         | Bjørn Tore Godal                     | AP    |
| Ministre de l'Environnement                                                                           |                                         | Thorbjørn Berntsen                   | AP    |
| Ministre des Affaires locales et du Travail                                                           |                                         | Kjell Opseth                         | AP    |
| Ministre de l'Industrie et de l'Énergie Ministre du Pétrole et de l'Énergie (01/01/1997)              |                                         | Grete Faremo (jusqu'au 18/12/1996)   | AP    |
| Ministre de l'Industrie et de l'Énergie Ministre du Pétrole et de l'Énergie (01/01/1997)              | Ranveig H. Frøiland                     |                                      | AP    |
| Ministre des Transports et des Communications                                                         |                                         | Sissel Rønbeck                       | AP    |
| Ministre de la Défense                                                                                |                                         | Jørgen Kosmo                         | AP    |
| Ministre des Finances et des Douanes                                                                  |                                         | Jens Stoltenberg                     | AP    |
| Ministre de la Santé et des Affaires sociales                                                         |                                         | Hill-Marta Solberg                   | AP    |
| Ministre de l'Éducation, de la Recherche, et des Affaires ecclésiastiques                             |                                         | Reidar Sandal                        | AP    |
| Ministre de l'Agriculture                                                                             |                                         | Dag Terje Andersen                   | AP    |
| Ministre de la Justice et de la Police                                                                |                                         | Anne Holt (jusqu'au 10/01/1997)      | AP    |
| Ministre de la Justice et de la Police                                                                | Intérim de Jørgen Kosmo                 |                                      | AP    |
| Ministre de la Justice et de la Police                                                                | Gerd-Liv Valla (à partir du 04/02/1997) |                                      | AP    |
| Ministre de la Pêche                                                                                  |                                         | Karl Eirik Schjøtt-Pedersen          | AP    |
| Ministre de la Culture                                                                                |                                         | Turid Birkeland                      | AP    |
| Ministre de l'Administration publique Ministre de la Planification et de la Coordination (01/01/1997) |                                         | Sylvia Brustad (jusqu'au 15/11/1996) | AP    |
| Ministre de l'Administration publique Ministre de la Planification et de la Coordination (01/01/1997) | Terje Rød-Larsen (jusqu'au 29/11/1996)  |                                      | AP    |
| Ministre de l'Administration publique Ministre de la Planification et de la Coordination (01/01/1997) | Bendik Rugaas                           |                                      | AP    |
| Ministre de la Jeunesse et de la Famille                                                              |                                         | Sylvia Brustad                       | AP    |
| Ministre de l'Industrie et du Commerce (01/01/1997)                                                   |                                         | Grete Knudsen                        | AP    |